# جوزيف بروهر
جوزيف بروهر (بالإنجليزية: Joseph Prueher) (و. 1942 – م)هو ضابط، ودبلوماسي، وبروفيسور (أستاذ جامعي) من الولايات المتحدة الأمريكية .

## التعليم
تعلم في جامعة جورج واشنطن.

## الخدمة العسكرية
خدم في بحرية الولايات المتحدة.